# Hunter: The Reckoning (jeu vidéo)
Hunter: The Reckoning est un jeu vidéo de type beat them all développé par High Voltage Software et édité par Interplay Entertainment, sorti en 2002 sur GameCube et Xbox.

## Accueil
- Jeux vidéo Magazine : 15/20[1]